# Großer Preis von Australien 2020
Der Große Preis von Australien 2020 (offiziell Formula 1 Rolex Australian Grand Prix 2020) sollte am 15. März auf dem Albert Park Circuit in Melbourne stattfinden und das erste Rennen der Formel-1-Weltmeisterschaft 2020 sein.
Zwei Tage vor der Austragung wurde das Rennen wegen der COVID-19-Pandemie zunächst auf unbestimmte Zeit verschoben, später dann ganz abgesagt.

## Bericht

### Hintergründe
Im Vorfeld des Rennens häuften sich weltweit die Absagen von Sport- und anderen Großveranstaltungen aufgrund der COVID-19-Pandemie. Die Verantwortlichen entschieden sich dennoch zunächst dazu, das Rennen durchzuführen, was auf große Kritik stieß. So antwortete Lewis Hamilton am 12. März bei der offiziellen Pressekonferenz in Melbourne auf die Frage, warum das Rennen nicht abgesagt werde, mit „Cash is king.“ (auf Deutsch sinngemäß: Geld regiert die Welt.).
Nachdem ein Mitarbeiter von McLaren Racing, der in Australien Symptome zeigte und in seinem Hotelzimmer isoliert wurde, positiv auf das Virus SARS-CoV-2 getestet wurde, sagte das Team am Donnerstag vor dem Rennen seine Teilnahme ab.
Am Freitagmorgen gaben dann die FIA, Formel 1 und die lokalen Veranstalter bekannt, dass das Event nicht wie geplant stattfinden wird.
Nicholas Latifi (Williams) sollte bei diesem Grand Prix in der Formel-1-Weltmeisterschaft debütieren. Esteban Ocon wäre nach einer Saison als Test- und Ersatzfahrer bei Mercedes als Stammpilot in die Formel-1-Weltmeisterschaft zurückgekehrt und hätte sein erstes Rennen für Renault bestritten.
Mit Sebastian Vettel (dreimal), Hamilton, Kimi Räikkönen (jeweils zweimal) und Valtteri Bottas (einmal) waren vier ehemalige Sieger zu diesem Grand Prix gemeldet.
Als Rennkommissare vorgesehen waren Dennis Dean (USA), Gerd Ennser (DEU), Emanuele Pirro (ITA) und Matthew Salley (AUS).

## Meldeliste
| Team                                   | Nr. | Fahrer             | Chassis                            | Motor                              | Reifen |
| -------------------------------------- | --- | ------------------ | ---------------------------------- | ---------------------------------- | ------ |
| Mercedes-AMG Petronas Formula One Team | 44  | Lewis Hamilton     | Mercedes-AMG F1 W11 EQ Performance | Mercedes-AMG F1 M11 EQ Performance | P      |
| Mercedes-AMG Petronas Formula One Team | 77  | Valtteri Bottas    | Mercedes-AMG F1 W11 EQ Performance | Mercedes-AMG F1 M11 EQ Performance | P      |
| Scuderia Ferrari Mission Winnow        | 05  | Sebastian Vettel   | Ferrari SF1000                     | Ferrari 065                        | P      |
| Scuderia Ferrari Mission Winnow        | 16  | Charles Leclerc    | Ferrari SF1000                     | Ferrari 065                        | P      |
| Aston Martin Red Bull Racing           | 33  | Max Verstappen     | Red Bull Racing RB16               | Honda RA620H                       | P      |
| Aston Martin Red Bull Racing           | 23  | Alexander Albon    | Red Bull Racing RB16               | Honda RA620H                       | P      |
| McLaren F1 Team                        | 55  | Carlos Sainz jr.   | McLaren MCL35                      | Renault E-Tech 20                  | P      |
| McLaren F1 Team                        | 04  | Lando Norris       | McLaren MCL35                      | Renault E-Tech 20                  | P      |
| Renault DP World F1 Team               | 03  | Daniel Ricciardo   | Renault R.S.20                     | Renault E-Tech 20                  | P      |
| Renault DP World F1 Team               | 31  | Esteban Ocon       | Renault R.S.20                     | Renault E-Tech 20                  | P      |
| Scuderia AlphaTauri Honda              | 10  | Pierre Gasly       | AlphaTauri AT01                    | Honda RA620H                       | P      |
| Scuderia AlphaTauri Honda              | 26  | Daniil Kwjat       | AlphaTauri AT01                    | Honda RA620H                       | P      |
| BWT Racing Point F1 Team               | 11  | Sergio Pérez       | Racing Point RP20                  | BWT Mercedes                       | P      |
| BWT Racing Point F1 Team               | 18  | Lance Stroll       | Racing Point RP20                  | BWT Mercedes                       | P      |
| Alfa Romeo Racing                      | 07  | Kimi Räikkönen     | Alfa Romeo Racing C39              | Ferrari 065                        | P      |
| Alfa Romeo Racing                      | 99  | Antonio Giovinazzi | Alfa Romeo Racing C39              | Ferrari 065                        | P      |
| Haas F1 Team                           | 08  | Romain Grosjean    | Haas VF-20                         | Ferrari 065                        | P      |
| Haas F1 Team                           | 20  | Kevin Magnussen    | Haas VF-20                         | Ferrari 065                        | P      |
| ROKiT Williams Racing                  | 63  | George Russell     | Williams FW43                      | Mercedes-AMG F1 M11 EQ Performance | P      |
| ROKiT Williams Racing                  | 06  | Nicholas Latifi    | Williams FW43                      | Mercedes-AMG F1 M11 EQ Performance | P      |